# 小行星3716
小行星3716（英語：3716 Petzval）是一颗围绕太阳公转的小行星。1980年10月2日，安東寧·姆爾科斯在克列特发现了此天体。
这颗小行星的绝对星等为150.06864等。